# گیگی فرناندز
 گیگی فرناندز (انگلیسی: Gigi Fernández؛ زاده ۲۲ فوریهٔ ۱۹۶۴) یک تنیس‌باز اهل ایالات متحده آمریکا است. 